# Balkan express
Balkan Express studentski je časopis, pokrenut na inicijativu studenata južne slavistike 2005. godine. Izdaju ga studenti Odsjeka za južnoslavenske jezike i književnosti Filozofskog fakulteta u Zagrebu, u okviru rada Kluba studenata južne slavistike “A-302″.

## O imenu
Svoje simbolično ime časopis je dobio po poznatom vlaku Orient Expressu i pojmu Balkana, koji se u mnogočemu nadopunjuju. 
Međunarodni vlak, koji je povezivao brojne gradove, predstavljao je poveznicu Istoka i Zapada, rušio je kulturnu barijeru i jednako tako služio popularizaciji kako Bliskog Istoka, tako i samog Balkana, s obzirom na to da je na svojoj redovitoj ruti (mnogo puta mijenjanoj) prolazio kroz jugoistočne europske države.
S druge strane stoji Balkan, prilično maglovit i višeznačan pojam, koji je svoju raširenost stekao kroz negativna obilježja i značenja zbog čega je posljedično doživljavao i još uvijek doživljava osporavanje s raznih strana. Pojam Balkan se manje-više podjednako uporabljuje kod svih slavenskih naroda, ali u različitom kontekstu. Neki se s njime većinski rado poistovjećuju (npr. Srbi), dok ga drugi većinski snažno odbacuju (npr. Hrvati). I danas postoje ideje i silnice koje uporabljuju pojam za označavanje nadnacionalnog koncepta i promoviranje vizije ponovnog ujedinjavanja. Odlučeno je da se pojam Balkan u ovom slučaju prikazuje kao pozitivan pojam, te da ga studenti južne slavistike svojim radom demistificiraju i unesu dašak pozitivnoga u njegov spomen i ideju.

## Djelovanje
Klub i časopis, ne samo svojim imenom nego i radom, propagiraju južnoslavensko zajedništvo u kulturnom radu i suradnju svih slavenskih društava.
„Ispričati priču o bivšem jugoslavenskom prostoru, priču koja bi pričala različitim glasovima, koja bi stvarala dijaloge i razumijevanje… – bila je naša ideja. Ovim časopisom željeli smo pružiti jedan drugačiji pogled koji više ne želi biti usmjeren prema diskursu rata, već otvoriti prostor za dosada marginalizirane teme i ljude, mišljenja i kritike te ujedno oplemeniti ovo tematsko područje novim i suvremenim teorijskim promišljanjima. Cilj nam je, također, bio stvoriti prostor izražavanja i istraživanja za prilično neartikuliranu studentsku populaciju južnoslavističkog odsjeka. Ne zaobilazeći teme koje se same po sebi nameću kada je riječ o ovom geopolitičkom području te uzimajući u obzir često krivo interpretiranje ove tematike od strane medija dominante struje, pokušali smo uspostaviti kriterije koji će biti podloga za nastavak istraživanja u ovome smjeru“ (iz Riječi uvodništva, prvi broj Balkan Expressa).
Prva dva broja objavljena su 2006. godine. Nakon kraće stanke treći broj objavljen je 2009. godine i od tada časopis izlazi jednom godišnje. Od 2013. godine Uredništvo časopisa postalo je internacionalno pošto je prošireno članovima iz Slovenije i Srbije, a od 2014. sudjeluju i članovi iz Bosne i Hercegovine i Bugarske.
Časopis zastupa multikulturološki pogled koji se nameće studiranjem na Odsjeku s pet katedri srodnih jezika (Katedra za bugarski jezik i književnost, Katedra za makedonski jezik i književnost, Katedra za poredbenu povijest južnoslavenskih jezika i književnosti, Katedra za slovenski jezik i književnost, Katedra za srpsku i crnogorsku književnost). Autorski radovi objavljuju se na nekom od južnoslavenskih jezika i pismu na kojem su poslani, dajući na taj način autorima priliku da svojim prilozima za časopis oblikuju sadašnje stanje slavistike – mladu slavistiku – koja je aktivna i dorasla izazovima koji su stavljeni pred (južnu)slavistiku.

## Vanjske poveznice
- http://www.studentnet.hr/knjige/show/3254/
- http://a-302.ffzg.hr/  Arhivirana inačica izvorne stranice od 20. studenoga 2010. (Wayback Machine)
- http://www.ffzg.unizg.hr/slaven/juzslav/studenti/balkan-express/